# Transporte rural
El transporte rural incluye las dificultades experimentadas a la hora de proveer un transporte adecuado que enlace las diferentes comunidades rurales, pueblos, caserío, etc. los transporte tractores,camiones,carretas.
La baja densidad de población en el campo,hace difícil un transporte público viable. Esto debido a factores como la distancia, la geografía del terreno, e incluso las condiciones climáticas que agraban más la accesibilidad a las zonas rurales.
Los altos niveles de utilización y propiedad de vehículos privados pueden disminuir el problema, pero grupos de personas concretos como ancianos, jóvenes o personas sin recursos siempre requieren transporte público. 
El incremento del uso del transporte privado además, hace menos viable la existencia de transporte público rural, puesto que la demanda de este servicio disminuye, esto a su vez fomenta la posesión de vehículos privados, creando un círculo vicioso.
Cuando los órganos de decisión de los poderes públicos, asentados casi siempre en zonas urbanas, hablan del fomento del transporte público suelen hacer referencia al enlace de los pueblos con la ciudad, lo que no solo no articula el medio rural en su conjunto, sino que en multitud de casos hace desaparecer servicios en municipios rurales.

## Ejemplos
Ejemplo de ello son los mercados rurales, donde se da el caso muy frecuente de que un municipio tenga más posibilidades de acceso a un centro comercial situado en una ciudad a media distancia que al mercado semanal de un pueblo cercano. Otros ejemplos son las actuaciones en el ámbito cultural llevadas a cabo en los pueblos. La viabilidad de un festival de teatro en un municipio rural dependerá así más de la población urbana que de la población rural debido a la escasez de medios de transporte, con lo que se da la paradoja de ser un municipio de pequeñas dimensiones el que fomente un acto cultural de temática rural y sea visitado por población que cuenta con un mayor acceso a actividades culturales a pesar de que no sea el público objetivo, a la vez que en municipios cercanos sin actividades culturales, no tengan acceso a este servicio por no existir transporte de unión inter-pueblos o no adecuarse en horarios. Un ejemplo más concreto de todo esto es el caso del festival de teatro de Urones de Castroponce, en la provincia de Valladolid.